# Macronotops latimaculata
Macronotops latimaculata är en skalbaggsart som beskrevs av Ma 1993. Macronotops latimaculata ingår i släktet Macronotops och familjen Cetoniidae. Inga underarter finns listade i Catalogue of Life.